# Bess demnähx
Bess demnähx (Kölsch für „Bis demnächst“) ist das erste Livealbum der Kölner Rockband BAP. Es erschien 1983 bei EMI Electrola und war vom 26. August bis 1. September für eine Woche auf Platz eins der deutschen Albumcharts.
Das Livealbum ist ein Zusammenschnitt aus elf während der Vun drinne noh drusse-Tour aufgenommenen Konzerten. BAP wollten ursprünglich ein Live-Triplealbum rausbringen, was von der Plattenfirma aus Kostengründen abgelehnt wurde. Man verständigte sich darauf, das Doppelalbum im DMM-Verfahren (Direct-Metal-Mastering) zu pressen, um die Gesamtlaufzeit auf insgesamt ca. 100 Minuten für die bis zu 3,5 Stunden Livekonzert auf dem Album zur Verfügung zu haben.
Während der Tournee wurde der Schlagzeuger Wolfgang „Wolli“ Boecker durch Jan Dix ersetzt.
Von Bess demnähx gibt es, anders als bei den Studioalben von BAP, keine remasterte Version.

## Songs
Dreizehn der insgesamt achtzehn Lieder von Bess demnähx entstammten von den bis dahin erschienenen vier Studioalben. Dabei war das zu der Zeit aktuelle Album Vun drinne noh drusse mit sechs Stücken am stärksten vertreten. Drei Songs stammen von Für usszeschnigge! und jeweils zwei von den ersten beiden LPs ...rockt andere kölsche Leeder und Affjetaut.
Die restlichen fünf Stücke waren neu bzw. Coverversionen. Weißte noch? und Nemm mich met sind während der Vun drinne noh drusse-Tour entstanden und sofort in das Live-Repertoire aufgenommen worden. Bei Su  'ne Morje handelt es sich um eine Coverversion von Bob Dylans One Too Many Mornings. Et Letzte Leed gehörte schon seit einigen Jahren zu BAPs Live-Repertoire, hatte es jedoch nie auf eines der bisherigen Studioalben geschafft. Für Hundertmohl konnte während der elf aufgenommenen Konzerte keine akzeptable Liveversion mitgeschnitten werden, worauf man sich entschied, eine Studioaufnahme anzufertigen, die dann als letzter Song das Album beendete.

## Titelliste
1. Wenn et Bedde sich lohne däät - (BAP, W. Niedecken) - 4:38
2. Ne schöne Jrooß - (K. Heuser, W. Niedecken) - 6:12
3. Eins für Carmen un en Insel - (BAP, W. Niedecken) - 3:29
4. Do kanns zaubere - (BAP, W. Niedecken) - 4:37
5. Zehnter Juni - (BAP, W. Niedecken) - 4:40
6. Weißte noch? - (BAP, W. Niedecken) - 4:28
7. Kristallnaach - (BAP, W. Niedecken) - 5:56
8. Nemm mich met - (BAP, W. Niedecken) - 5:51
9. Ahn 'ner Leitplank - (BAP, W. Niedecken) - 6:06
10. Su  'ne Morje - (B. Dylan, Deutscher Spezialtext: W. Niedecken) - 2:58
11. Helfe kann dir keiner - (K. Heuser, W. Niedecken) - 6:13
12. Verdamp lang her - (K. Heuser, W. Niedecken) - 7:26
13. Frau, ich freu mich - (K. Heuser, W. Niedecken) - 6:35
14. Waschsalon - (K. Heuser, W. Niedecken) - 2:33
15. Liebesleed - (W. Niedecken) - 5:50
16. Stell dir vüür - (W. Niedecken) - 7:43
17. Et letzte Leed - (BAP, W. Niedecken) -4:14
18. Hundertmohl - (BAP, W. Niedecken) - 4:00

## Single-Auskopplungen
1. Nemm mich met / Ahn 'ner Leitplank